# Гонсалес, Диего Абраам
Дие́го Абраа́м Гонса́лес То́ррес (исп. Diego Abraham González Torres; 29 апреля 1998, Ранкагуа, Чили) — чилийский футболист, полузащитник клуба «О’Хиггинс».

## Клубная карьера
Гонсалес — воспитанник клуба «О’Хиггинс». 15 мая 2016 года в матче против «Сантьяго Уондерерс» он дебютировал в чилийской Примере. 1 октября 2016 года в поединке против «Универсидад Католика» Виктор забил свой первый гол за «Уачипато».

## Международная карьера
В 2015 году Гонсалес в составе юношеской сборной Чили принял участие в юношеском чемпионате Южной Америки в Парагвае. На турнире он сыграл в матчах против команд Боливии, Эквадора и Аргентины.
В том же году Гонсалес принял участие в домашнем юношеском чемпионате мира. На турнире он сыграл в матчах против команд Хорватии, Нигерии, США и Мексики.
В 2017 года Гонсалес в составе молодёжной сборной Чили принял участие в молодёжном чемпионате Южной Америки в Эквадоре. На турнире он был запасным и на поле не вышел.